# Psiloderoidinae
Psiloderoidinae zijn een onderfamilie uit de orde van de tweevleugeligen (Diptera), onderorde vliegen (Brachycera).
De vliegen uit deze onderfamilie zijn zeer klein (0,5 tot 5 millimeter). 

## Geslachten
- Acridophagus Evenhuis, 1983
  - = Cyrtomorpha White, 1916
  - = Robertsella Evenhuis, 1978
- Amydrostylus Lamas, Rafaela & Evenhuis, 2015[1]
- † Borissovia Evenhuis, 2002
- † Carmenelectra Evenhuis, 2002
- † Eoacridophagus Myskowiak, Garrouste & Nel, 2016[2]
- Onchopelma Hesse, 1938
- † Palaeoplatypygus Kovalev, 1985
- † Procyrtosia Zaitzev, 1986
- † Proplatypygus Hennig, 1969[3]
- Psiloderoides Hesse, 1967